# Joshua Roy
Joshua Roy, né le 6 août 2003 à Saint-Georges dans la province de Québec au Canada, est un joueur professionnel canadien de hockey sur glace. Roy évolue au poste d'ailier pour le Rocket de Laval dans la Ligue américaine de hockey (LAH), tout en étant sous contrat avec les Canadiens de Montréal de la Ligue nationale de hockey (LNH).
Considéré comme un joueur très prometteur à son arrivée dans la LHJMQ avec les Sea Dogs de Saint John, Roy a été sélectionné par les Canadiens au cinquième tour (150e au total) lors du repêchage de la LNH en 2021. À la suite d'un échange aux Phoenix de Sherbrooke, Roy a vu sa production augmenter de façon significative, devenant ainsi le meilleur marqueur de la ligue pour la saison 2021-2022.
Au niveau international, Roy a fait partie de l'équipe nationale junior du Canada qui a remporté des médailles d'or aux Championnats du monde juniors de hockey en 2022 et 2023.
Même avec une bonne fin de saison 2023-2024 dans la ligue nationale, les Canadiens de Montréal cèdent Joshua Roy au Rocket de Laval pour le début de la saison 2024-2025.
En mars 2025, Joshua Roy revient jouer pour les Canadiens de Montréal et compte son premier but en plus d'un an contre les Islanders de New York.

## Biographie

### Jeunesse
Né le 6 août 2003 à Saint-Georges en Beauce au Québec (Canada), Joshua Roy est le fils de Sandra Parent et Paulin Roy,.

## Carrière professionnelle

### Rangs juniors (LHJMQ)
Après une saison mineure 2018-2019 couronnée de succès avec les Chevaliers de Lévis de la Ligue de hockey Midget AAA du Québec, au cours de laquelle il a mené la ligue au classement des pointeurs avec 38 buts et 50 passes décisives en 42 matchs, Roy a été choisi en première position lors du repêchage amateur de la Ligue de hockey junior majeur du Québec en 2019 par les Sea Dogs de Saint John. Se décrivant lui-même comme «pas vraiment un joueur physique, plutôt un joueur habile qui ne fera pas beaucoup de mises en échec», Roy a été comparé à Jonathan Huberdeau par la direction des Sea Dogs. En revanche, The Hockey News a critiqué la performance de Roy, écrivant que «malgré ses 11 points en 11 matchs éliminatoires, Roy laissait à désirer et n'était pas aussi compétitif d'un changement à l'autre que vous aimeriez le voir». Faisant ses débuts lors de la saison 2019-2020, Roy a disputé 60 matchs avant que la pandémie de COVID-19 ne réduise le reste du calendrier compétitif. Il a marqué 16 buts et réalisé 28 passes décisives.
Au début de la saison 2020-2021, le Bureau central de dépistage de la LNH a classé Roy comme un espoir de grade B, le plaçant ainsi comme candidat à être sélectionné au deuxième ou au troisième tour du repêchage de la LNH en 2021. Roy a joué 15 matchs avec les Sea Dogs, marquant 9 buts et réalisant 8 passes décisives, avant que l'équipe ne soit contrainte à un arrêt en raison de la pandémie au Nouveau-Brunswick, qui ont finalement duré près de quatre mois. Roy a eu du mal avec les effets du confinement. Finalement, il a demandé à être échangé, et avant la date limite des échanges de 2021, il a été transféré chez les Phoenix de Sherbrooke. Il a disputé 16 matchs avec les Phoenix pour le reste de la saison, marquant neuf buts et réalisant cinq passes décisives, se classant ainsi deuxième de l'équipe dans cette période. Malgré ce changement tardif, les évaluations de dépistage de la LNH de Roy ont été négativement affectées par ses deux premières saisons dans la LHJMQ, et il a finalement été sélectionné au cinquième tour du repêchage de 2021 par les Canadiens de Montréal. Le directeur du dépistage des Canadiens, Trevor Timmins, a déclaré que l'équipe estimait «qu'il allait éclore tardivement».
Au cours de la saison morte 2021, le personnel de développement des Phoenix et des Canadiens a élaboré un programme pour remédier aux préoccupations concernant l'entraînement et la condition physique de Roy. Il a connu une saison 2021-2022 exceptionnelle, inscrivant 51 buts et 68 passes décisives pour un total de 119 points en 66 matchs, le meilleur de la ligue. Il a remporté le Trophée Jean Béliveau en tant que meilleur marqueur de la LHJMQ et a été nommé dans la première équipe d'étoiles. La ligue lui a également décerné le Trophée Paul Dumont en tant que personnalité de l'année, citant son statut d'«ambassadeur important pour la LHJMQ» et son «impact positif dans les cercles médiatiques». De plus, il a été finaliste pour le Trophée Frank J. Selke, attribué au joueur le plus fair-play, et le Trophée Michel-Brière, attribué au joueur le plus utile de la LHJMQ. Lors des séries éliminatoires de la LHJMQ 2022, les Phoenix ont atteint les demi-finales, avant d'être éliminés par les Islanders de Charlottetown.
Au milieu de sa saison réussie dans la LHJMQ, Roy a signé un contrat d'entrée de trois ans avec les Canadiens le 30 mars 2022. Après les séries éliminatoires de la LHJMQ, il était éligible pour être rappelé pour jouer avec le club-école des Canadiens, les Rockets de Laval, dans les séries éliminatoires de la Coupe Calder.
Il a disputé un match dans les finales de la Conférence Est. Revenant avec les Phoenix pour la saison 2022-2023, Roy a rapidement reçu des conseils du directeur du développement des joueurs des Canadiens, Adam Nicholas, mettant l'accent sur la «construction d'habitudes de la LNH pour devenir un bon joueur». Cela comprenait une plus grande emphase sur le jeu physique et l'entrée dans les «zones à haut risque» pour générer des occasions de marquer. Il n'a disputé que 55 matchs de saison régulière avec les Phoenix cette saison-là, en raison de sa participation au Championnat du monde junior de l'IIHF 2023, inscrivant 46 buts et 53 passes décisives et se classant septième au classement des pointeurs de la ligue. Il a remporté son deuxième Trophée Paul Dumont et sa deuxième nomination dans la première équipe d'étoiles, et a été finaliste pour le Trophée Michel-Brière pour la deuxième fois. Roy et les Phoenix ont atteint les demi-finales des séries éliminatoires pour la deuxième saison consécutive, mais ont été battus par les Mooseheads de Halifax.

### Rangs professionnels (LNH et LAH)
Après un passage considéré comme réussi au camp des espoirs des Canadiens, où il a notamment mené l'équipe au classement des pointeurs lors d'un tournoi des recrues à Buffalo, Roy a été affecté au camp d'entraînement des Rocket de Laval,. Il a fait ses débuts en saison régulière avec les Rocket le 13 octobre 2023, en inscrivant un but et une passe décisive lors d'une défaite 7-3 contre les Canucks d'Abbotsford. Il a répété cette performance lors du deuxième match contre les Canucks, suscitant immédiatement des commentaires positifs. Le 20 octobre, il a inscrit son premier tour du chapeau en AHL contre les Americans de Rochester, réalisant également deux passes décisives dans le match. Roy a été nommé Recrue du mois dans la LAH pour octobre 2023, ayant enregistré cinq buts et sept passes décisives en sept matchs. Il a ensuite marqué 12 buts et réalisé 18 passes décisives lors de ses 34 premiers matchs dans la LAH, avant d'être appelé à faire ses débuts dans la LNH avec les Canadiens le 13 janvier, à la suite d'une blessure de Josh Anderson. Roy a inscrit son premier but en LNH lors de son troisième match le 17 janvier, contribuant ainsi à une victoire 3-2 contre les Devils du New Jersey. Après six matchs, il est retourné dans la LAH, ayant accumulé un but et une passe décisive dans cette période. Il a été rappelé à nouveau le 10 février à la suite d'une blessure de Rafaël Harvey-Pinard.

## Statistiques
Pour les significations des abréviations, voir Statistiques du hockey sur glace.

### En club
| Saison     | Équipe                 | Ligue      |    | Saison régulière | Saison régulière | Saison régulière | Saison régulière | Saison régulière |    | Séries éliminatoires | Séries éliminatoires | Séries éliminatoires | Séries éliminatoires | Séries éliminatoires |
| Saison     | Équipe                 | Ligue      | PJ | B                | A                | Pts              | Pun              | PJ               | B  | A                    | Pts                  | Pun                  |                      |                      |
| 2019-2020  | Sea Dogs de Saint-Jean | LHJMQ      | 60 | 16               | 28               | 44               | 6                | -                | -  | -                    | -                    | -                    |                      |                      |
| 2020-2021  | Sea Dogs de Saint-Jean | LHJMQ      | 15 | 9                | 8                | 17               | 2                | -                | -  | -                    | -                    | -                    |                      |                      |
| 2020-2021  | Phœnix de Sherbrooke   | LHJMQ      | 20 | 13               | 5                | 18               | 2                | 3                | 1  | 3                    | 4                    | 2                    |                      |                      |
| 2021-2022  | Phœnix de Sherbrooke   | LHJMQ      | 66 | 51               | 68               | 119              | 22               | 11               | 8  | 15                   | 23                   | 0                    |                      |                      |
| 2021-2022  | Rocket de Laval        | LAH        | -  | -                | -                | -                | -                | 1                | 0  | 0                    | 0                    | 0                    |                      |                      |
| 2022-2023  | Phœnix de Sherbrooke   | LHJMQ      | 55 | 46               | 53               | 99               | 14               | 14               | 12 | 12                   | 24                   | 2                    |                      |                      |
| 2023-2024  | Rocket de Laval        | LAH        | 41 | 13               | 19               | 32               | 12               | -                | -  | -                    | -                    | -                    |                      |                      |
| 2023-2024  | Canadiens de Montréal  | LNH        | 23 | 4                | 5                | 9                | 0                | -                | -  | -                    | -                    | -                    |                      |                      |
| 2024-2025  | Canadiens de Montréal  | LNH        | 12 | 2                | 0                | 2                | 2                | -                | -  | -                    | -                    | -                    |                      |                      |
| 2024-2025  | Rocket de Laval        | LAH        | 47 | 20               | 15               | 35               | 10               | 13               | 4  | 6                    | 10                   | 18                   |                      |                      |
| Totaux LNH | Totaux LNH             | Totaux LNH | 35 | 6                | 5                | 11               | 2                | -                | -  | -                    | -                    | -                    |                      |                      |

### En équipe nationale
| Année | Équipe           | Compétition                 |   | PJ | B | A  | Pts | Pun           |  | Résultat |
| 2019  | Canada rouge U17 | Défi mondial U17            | 5 | 2  | 2 | 4  | 6   | 5e place      |  |          |
| 2022  | Canada U20       | Championnat du monde junior | 7 | 3  | 5 | 8  | 2   | Médaille d'or |  |          |
| 2023  | Canada U20       | Championnat du monde junior | 7 | 5  | 6 | 11 | 0   | Médaille d'or |  |          |

## Trophées et honneurs personnels

### Ligue de hockey junior majeur du Québec (LHJMQ)
- 2021-2022
  - récipiendaire du trophée Jean-Béliveau
  - récipiendaire du trophée Paul-Dumont
  - sélectionné dans la première équipe d'étoiles
- 2022-2023
  - récipiendaire du trophée Paul-Dumont
  - sélectionné dans la première équipe d'étoiles